# Pteroplatus suturalis
Pteroplatus suturalis är en skalbaggsart som beskrevs av Jean Baptiste Lucien Buquet 1840. Pteroplatus suturalis ingår i släktet Pteroplatus och familjen långhorningar. Inga underarter finns listade i Catalogue of Life.